# Dekani
Dekani (italijansko Villa Decani) so strnjeno naselje v slovenski Istri, ki upravno spada pod Mestno občino Koper. Po podatkih Statističnega urada Republike Slovenije je konec leta 2020 naselje štelo 1.663 prebivalcev. 

## Opis
Naselje se je izoblikovalo v dolini in v bližini izliva reke Rižane ter na vznožju gričev Kaštelirja (214 m. n. m.) in Golega hriba (217 m. n. m.), nad glavno cesto, ki povezuje Koper z Ljubljano. K naselju spadajo tudi zaselki Miši, Mlini, Na Vardi, Postaja, Robida, Valmarin, Brtučiči in Mihati. 

## Zgodovina
V bližini naselja so arheologi odkrili več rimskih in zgodnje srednjeveških najdb. Leta 1979 so izkopali mozaični opečni zid, ostanek rimske hiše. 
Zadnja raziskava naselja Dekani, ki so jo opravili trije zgodovinarji, Italijan Paolo Muner, Albanec Edmond Malaj in Slovenec Salvator Žitko je pokazala, da je naselje Dekani dobilo ime po albanskem plemiču Giovanniju Ducainiju, ki ga je dož Beneške republike, Giovanni Mocenigo, leta 1480 imenoval za graščaka Socerba in še 11 okoliških vasi. Giovanni Ducaini pred tem znan pod imenom Gjon Dukagjini, je v 15. stoletju prebegnil iz Skadra, mesta, ki je eno leto poprej padlo pod Turki. Imenovanje Giovannija Ducainija za graščaka Socerba in še 11 okoliških vasi je bila nagrada, ker se je dokazal pri vojskovanju proti Turkom v nekdanji Beneški Albaniji.
Vas se leta 1467 omenja kot Villa Canum. Ime naselja naj bi izhajalo od beneške plemiške rodbine Cani ali de’Cani, ki je izhajala iz kraja Sulmona v italijanski pokrajini Abruci. Vas oz. njene posesti naj bi po nekaterih podatkih že v 15. stoletju pripadale tej plemiški družini. Rodbina si je v Dekanih zgradila hišo, ki še stoji in ima na pročelju plemiški grb z letnico 1479. 
Ob Rižani je v preteklosti delovalo devet velikih mlinov, od katerih so nekateri imeli tudi po deset mlinskih koles. Skozi naselje tečeta Potok in občasno Sekolovec, ki se izlivata v Rižano. V obdobju narodnega prebujenja je bila leta 1869 ustanovljena čitalnica. V naselju je delovala prva posojilnica v slovenski Istri.
Pod italijansko okupacijo se je leta 1932 pred občinskim uradom zbralo več sto kmetov, ki so zahtevali pouk v materinščini, znižanje davkov in odpis dolgov.
Po letu 1954 se je poprej kmetijsko naselje industrializiralo, obratovati so pričele tovarna ključavnic in kovinske galanterije (LAMA), kemična tovarna (Iplas) in mlekarna. V doline regulirane reke Rižane so obsežne njive, kjer pridelujejo predvsem vrtnine, ter umetno namakani nasadi sadnega drevja.

## Znamenitosti
V zgornjem delu jedra naselja stoji župnijska cerkev Marijinega vnebovzetja zgrajena leta 1229. Cerkev so gotsko predelali ob koncu 15. stoletja. Zadnja obnova in razširitev župne cerkve je iz leta 1902. Glavno oltarno sliko in prezbiterij je leta 1944 naslikal Tone Kralj. Ob straneh sta starejša kipa sv. Cirila in Metoda. Od nekdanjih štirih sta danes ohranjena še dva baročna stranska oltarja. 